# Philobdella floridana
Philobdella floridana is een bloedzuiger uit de familie van de Hirudinidae. De wetenschappelijke naam van de soort werd  voor het eerst geldig gepubliceerd in 1874 door Verrill.